# Quang Linh
Quang Linh (tên đầy đủ: Lê Quang Linh, sinh ngày 1 tháng 9 năm 1965 tại Huế) là một ca sĩ chuyên hát về dòng nhạc dân ca, đặc biệt là dòng nhạc Huế. Ngoài ra, anh còn hát nhạc trẻ cũng như nhạc đương đại. Quang Linh thành công với các ca khúc: Chim sáo ngày xưa, Ai ra xứ Huế, Chân quê, Thương quá Việt Nam, Tóc em đuôi gà, Ca dao em và tôi, Bạn tôi....

## Sự nghiệp

### Khởi đầu
Quang Linh tên khai sinh là Lê Quang Linh, sinh ngày 1 tháng 9 năm 1965. Anh là người con thứ sáu trong nhà có bảy anh chị em. Vì điều kiện gia đình không mấy khá giả lại sinh nhiều con nên các thành viên đều sớm ra ngoài kiếm tiền. Từ nhỏ, Quang Linh đã thích hát và sinh hoạt tích cực ở các Nhà Thiếu nhi. Năm 19 tuổi, anh quyết định đi vào con đường nghệ thuật. Anh của ca sĩ Quang Linh – Quang Sơn vốn cũng theo nghề hát. Vào một lần anh trai đi vắng, một phụ trách Nhà Văn hóa Lao động đã đến nhà tìm, song khi nghe tiếng Quang Linh ru ngủ cho em, họ liền thuyết phục anh diễn thế cho người anh trai Quang Sơn. Mặc dù đêm diễn nhận được nhiều sự yêu thích, anh chị em Quang Linh lại từ chối cho anh theo nghiệp hát vì sợ không đủ kiếm tiền. Thế rồi anh theo học Trung cấp Ngân hàng và làm việc tại Ngân hàng Công thương Huế. Vào những thời điểm này, Quang Linh thường hát nghiệp dư ở Nhà Văn hoá Thanh niên Huế rồi tham gia Đoàn Ca nhạc Xung kích. Năm 1990, Quang Linh đoạt giải nhất Giọng hát hay khu vực miền Trung với hai ca khúc Tùy hứng lý qua cầu (Trần Tiến) và Gửi Huế (Huy Phương). Giảng viên Lô Thanh ở Nhạc viện Huế đã chỉ dạy cho Quang Linh một số kỹ thuật căn bản và giới thiệu ca sĩ này cho bầu show Vũ Ân Khoa.

### Phát triển
Sau khi được thầy giới thiệu Quang Linh trở thành một ca sĩ và đi hát khắp các tỉnh phía Bắc, và được tham gia các vai trò quan trọng trong các chương trình ca nhạc. Anh cũng nổi tiếng trong chuỗi Liveshow Làn sóng xanh từ 1999–2005. Đầu năm 1996, Quang Linh được mời về cộng tác chính thức với Nhà hát Ca múa nhạc Thăng Long (Hà Nội). Anh cũng nhiều lần xuất hiện trên truyền hình HTV với các chương trình "Nhịp cầu âm nhạc", các chương trình ca nhạc xuân, "Thay lời muốn nói"... Anh cũng xuất hiện trong các liveshow của các ca sĩ khác với tư cách khách mời như: Liveshow Cẩm Ly – 15 năm ca hát, Live show Phạm Duy – Ngày trở về, Liveshow Hương Lan – ơn đời một khúc dân ca... Hiện nay, Quang Linh hoạt động trong nước lẫn ở hải ngoại.

## Hiện nay
Tên tuổi Quang Linh hiện nay vẫn có sức hấp dẫn, anh được nhiều nhà sản xuất mời làm ban giám khảo các gameshow âm nhạc lớn trên VTV3, VTV6, HTV, THVL... Từng tham gia một số gameshow như Thần tượng Bolero (VTV3, giám khảo)...
Năm 2024, Quang Linh tham gia chương trình truyền hình Bài hát của chúng ta phát sóng trên VTV3.